# Potamarcha puella
Potamarcha puella – gatunek ważki z rodziny ważkowatych (Libellulidae).